# Paectes interrumpens
Paectes interrumpens là một loài bướm đêm trong họ Noctuidae.